# Japonés moderno temprano
El japonés moderno temprano (近世日本語 kinsei nihongo?) es una etapa del idioma japonés posterior al japonés medio y previa al japonés moderno. Es un periodo de transición en el cual el lenguaje perdió muchas de sus características medievales y se volvió más cercano a la forma moderna.
El periodo existió por aproximadamente 250 años extendiéndose del siglo XVII hasta la mitad del siglo XIX. Políticamente corresponde de manera general con el periodo Edo.

## Antecedentes
Al inicio del siglo XVII, el centro de gobierno se movió de Edo a Kamigata bajo el control del shogunato Tokugawa. Hasta principios del periodo Edo, el dialecto de Kamigata, el antecesor del dialecto de Kansai, fue el dialecto con mayor influencia. Sin embargo, desde finales del periodo Edo, el dialecto de Edo, el antecesor del dialecto de Tokio, se volvió el dialecto con más influencia en el periodo sakoku, en el que el país mantuvo las fronteras cerradas a los extranjeros. Comparado con los siglos anteriores, el dominio Tokugawa trajo consigo mucha estabilidad. Esa estabilidad llevó a que la importancia de la clase guerrera cayera gradualmente y fuera reemplazada por la clase comerciante. Hubo un gran crecimiento económico y nuevas formas de desarrollar las artes aparecieron como el Ukiyo-e, Kabuki y el Bunraku. Esto incluye los nuevos géneros literarios desarrollados como el Ukiyozōshi, el Sharebon (distritos del placer), el Kokkeibon (plebeyos) y el Ninjōbon. Entre los grandes autores están Ihara Saikaku, Chikamatsu Monzaemon, Matsuo Bashō, Shikitei Sanba, y Santō Kyōden.

## Fonología

### Vocales
Había cinco vocales: /i, e, a, o, u/.
- /i/: [i]
- /e/: [e]
- /a/: [a]
- /o/: [o]
- /u/: [ɯ]

Durante el japonés medio, la /e/ y /o/ iniciales se realizaron con las semivocales [j] y [w] precedidas de una vocal, respectivamente
. Ambas se realizaban como vocales simples ya en el siglo XVIII.
Las vocales cerradas /i, u/ se volvían mudas [i̥, ɯ̥] entre consonantes oclusivas o al final de la palabra. Esto está registrado en textos extranjeros:
- Diego Collado Ars Grammaticae Iaponicae Lingvae (1632) da ejemplos de palabras finales: gozàru > gozàr, fitòtçu > fitòtç, and àxi no fàra > àx no fàra.
- E. Kæmpfel's "Geschichte und Beschreibung Von Japan" (1777-1779) y C. P. Thunberg's "Resa uti Europa, Africa, Asia" (1788-1793) listan ejemplos en medio de la palabra: kurosaki > krosaki, atsuka > atska.

#### Vocales largas
El japonés medio tenía dos tipos de o largas: [ɔː] y [oː]. En este periodo, ambas se fusionaron en [oː] para la primera mitad del siglo XVII. Durante la transición, algunas veces la ɔː tenía una tendencia a acortarse en el dialecto de Kamigata:
- nomɔː > nomo "beber"
- hayɔː > hayo "rápido"

Además, cada una de las otras vocales podían alargarse gracias a varias contracciones en el dialecto de Edo. La mayoría se siguen usando en el japonés moderno de Tokio y el resto de la región de Kanto, pero no son parte del japonés estándar.
- /ai/ > [eː]: sekai > sekeː "mundo", saigo > seːgo "último"
- /ae/ > [eː]: kaeru > keːru "rana", namae > nameː "nombre"
- /oi/ > [eː]: omoɕiroi > omoɕireː
- /ie/ > [eː]: oɕieru > oɕeːru "enseñar"
- /ui/ > [iː]: warui > wariː
- /i wa/ > [jaː]: kiki wa > kikjaː "escuchar"
- /o wa/ > [aː]: nanzo wa > nanzaː (gramática)

La /uː/ larga se desarrolló durante el japonés medio y permanece sin cambios.

### Consonantes
El japonés medio tenía las siguientes consonantes:
|                 | Bilabial | Alveolar | Postalveolar | Palatal | Velar | Uvular | Glotal |
| --------------- | -------- | -------- | ------------ | ------- | ----- | ------ | ------ |
| Oclusiva        | p b      | t d      |              |         | k ɡ   |        |        |
| Africada        |          | t͡s d͡z    | t͡ʃ d͡ʒ        |         |       |        |        |
| Nasal           | m        | n        |              |         |       | ɴ      |        |
| Fricativa       | ɸ        | s z      | ɕ            | ç       |       |        | h      |
| Vibrante simple |          |          | ɺ            |         |       |        |        |
| Aproximante     |          |          |              | j       | ɰ     |        |        |

/t, s, z, h/ tienen ciertos alófonos cada una que se encuentran antes de las vocales cerradas [i, ɯ]:
- t →  t͡ʃ / __i
- t →  t͡s / __ɯ
- z →  d͡ʒ / __i
- z →  d͡z / __ɯ
- h → ç / __i
- h → ɸ / __ɯ

Grandes modificaciones ocurrieron:
- /zi, di/ y /zu, du/, dejaron de contrastar respectivamente.
- /h/ se formó parcialmente de [ɸ] a [h, ç]
- /se/ perdió la palatalización se convirtió en [se]

El japonés medio tenía una sílaba final -t. Está se reemplazó gradualmente con la sílaba abierta /tu/.

### Labialización
Las labiales /kwa, gwa/se fusionaron con sus parejas no labiales en [ka, ga].

### Palatalización
Las consonantes /s, z/, /t/, /n/, /h, b/, /p/, /m/ y /r/ se podían palatalizar.
La despalatalización se podía apreciar en el dialecto de Edo.Depalatalization may also be seen in the Edo dialect:
- hyakunin issyu > hyakunisi
- /teisyu/ > /teisi/ "señor"
- /zyumyoː/ > /zimyoː/ "vida"

### Prenasalización
El japonés medio tenía una serie de consonantes plosivas sonoras prenasalizadas y fricativas: [ŋɡ, nz, nd, mb]. En esta etapa se perdió la prenasalización dando como resultado: ɡ, z, d, b.

## Gramática

### Verbos
El japonés moderno temprano tenía cinco conjugaciones verbales.
| Clase de verbo                  | Irrealis 未然形 | Adverbial 連用形 | Conclusivo 終止形 | Atributivo 連体形 | Hipotético 仮定形 | Imperativo 命令形 |
| ------------------------------- | --------------- | ---------------- | ----------------- | ----------------- | ----------------- | ----------------- |
| Cuarto grado(四段)              | -a              | -i               | -u                | -u                | -e                | -e                |
| Primer grado superior(上一段)   | -i              | -i               | -iru              | -iru              | -ire              | -i(yo, ro)        |
| Segundo grado inferior (下一段) | -e              | -e               | -eru              | -eru              | -ere              | -e(yo, ro)        |
| K-irregular (カ変)              | -o              | -i               | -uru              | -uru              | -ure              | -oi               |
| S-irregular (サ変)              | -e, -a, -i      | -i               | -uru              | -uru              | -ure              | -ei, -iro         |

Los cambios en los sistemas de morfología verbal que habían empezado en el japonés medio continuaron evolucionando. El número total de clases verbales se redujo de nueve a cinco. Específicamente los r-irregulares y los n-irregulares se regularizaron como de cuarto grad, y los de segundo grado inferior y superior se fusionaron con el de primer grado superior respectivo. Esto dejó al cuarto grado, primer grado superior, primer grado inferior, k-irregular y s-irregular.

### Adjetivos
Había dos tipos de adjetivos: los adjetivos regulares y los sustantivos adjetivales.
Históricamente los adjetivos estaban subclasificados en dos tipos: aquellos cuya forma adverbial terminaba en -ku y aquellos en los que terminaba en -siku. Esa distinción se perdió en este periodo.
| Irrealis 未然形 | Adverbial 連用形 | Conclusivo 終止形 終止形 | Atributivo 連体形 | Hipotético 仮定形 | Imperativo 命令形 |
| --------------- | ---------------- | ------------------------ | ----------------- | ----------------- | ----------------- |
| -kara           | -ku              | -i                       | -i                | -kere             | -kare             |

Históricamente los sustantivos adjetivales estaban subclasificados en dos categorías: -nar y -tar. En este periodo, -tar desapareció quedando únicamente -na-
| Irrealis 未然形 | Adverbial 連用形 | Conclusivo 終止形 | Atributivo 連体形 | Hipotético 仮定形 | Imperativo 命令形 |
| --------------- | ---------------- | ----------------- | ----------------- | ----------------- | ----------------- |
| -dara           | -ni -de          | -na -da           | -na               | -nare -nara       |                   |